# Hydriomena obstructa
Hydriomena obstructa là một loài bướm đêm trong họ Geometridae.